# Les Châteliers
Les Châteliers est une commune nouvelle française, résultant de la fusion le 1er janvier 2019 des anciennes communes de Chantecorps et de Coutières, située dans le département des Deux-Sèvres, en région Nouvelle-Aquitaine.

## Géographie

### Climat
Pour des articles plus généraux, voir Climat de la Nouvelle-Aquitaine et Climat des Deux-Sèvres.
Historiquement, la commune est exposée à un climat océanique du nord-ouest.  
En 2020, Météo-France publie une typologie des climats de la France métropolitaine dans laquelle la commune est exposée à un climat océanique et est dans la région climatique Poitou-Charentes, caractérisée par un bon ensoleillement, particulièrement en été et des vents modérés.
Pour la période 1971-2000, la température annuelle moyenne est de 11,4 °C, avec une amplitude thermique annuelle de 15 °C. Le cumul annuel moyen de précipitations est de 889 mm, avec 12,7 jours de précipitations en janvier et 7,2 jours en juillet. Pour la période 1991-2020, la température moyenne annuelle observée sur la station météorologique la plus proche, située sur la commune de Ménigoute à 5 km à vol d'oiseau, est de 12,5 °C et le cumul annuel moyen de précipitations est de 956,8 mm,. Pour l'avenir, les paramètres climatiques de la commune estimés pour 2050 selon différents scénarios d’émission de gaz à effet de serre sont consultables sur un site dédié publié par Météo-France en novembre 2022.

## Urbanisme

### Typologie
Au 1er janvier 2024, Les Châteliers est catégorisée commune rurale à habitat très dispersé, selon la nouvelle grille communale de densité à sept niveaux définie par l'Insee en 2022.
Elle est située hors unité urbaine et hors attraction des villes,.

### Risques majeurs
Le territoire de la commune des Châteliers est vulnérable à différents aléas naturels : météorologiques (tempête, orage, neige, grand froid, canicule ou sécheresse), inondations, mouvements de terrains et séisme (sismicité modérée). Il est également exposé à un risque particulier : le risque de radon. Un site publié par le BRGM permet d'évaluer simplement et rapidement les risques d'un bien localisé soit par son adresse soit par le numéro de sa parcelle.

#### Risques naturels
Certaines parties du territoire communal sont susceptibles d’être affectées par le risque d’inondation par débordement de cours d'eau, notamment la Vonne et les Trois Moulins. La commune a été reconnue en état de catastrophe naturelle au titre des dommages causés par les inondations et coulées de boue survenues en 1982, 1983, 1999 et 2010,.

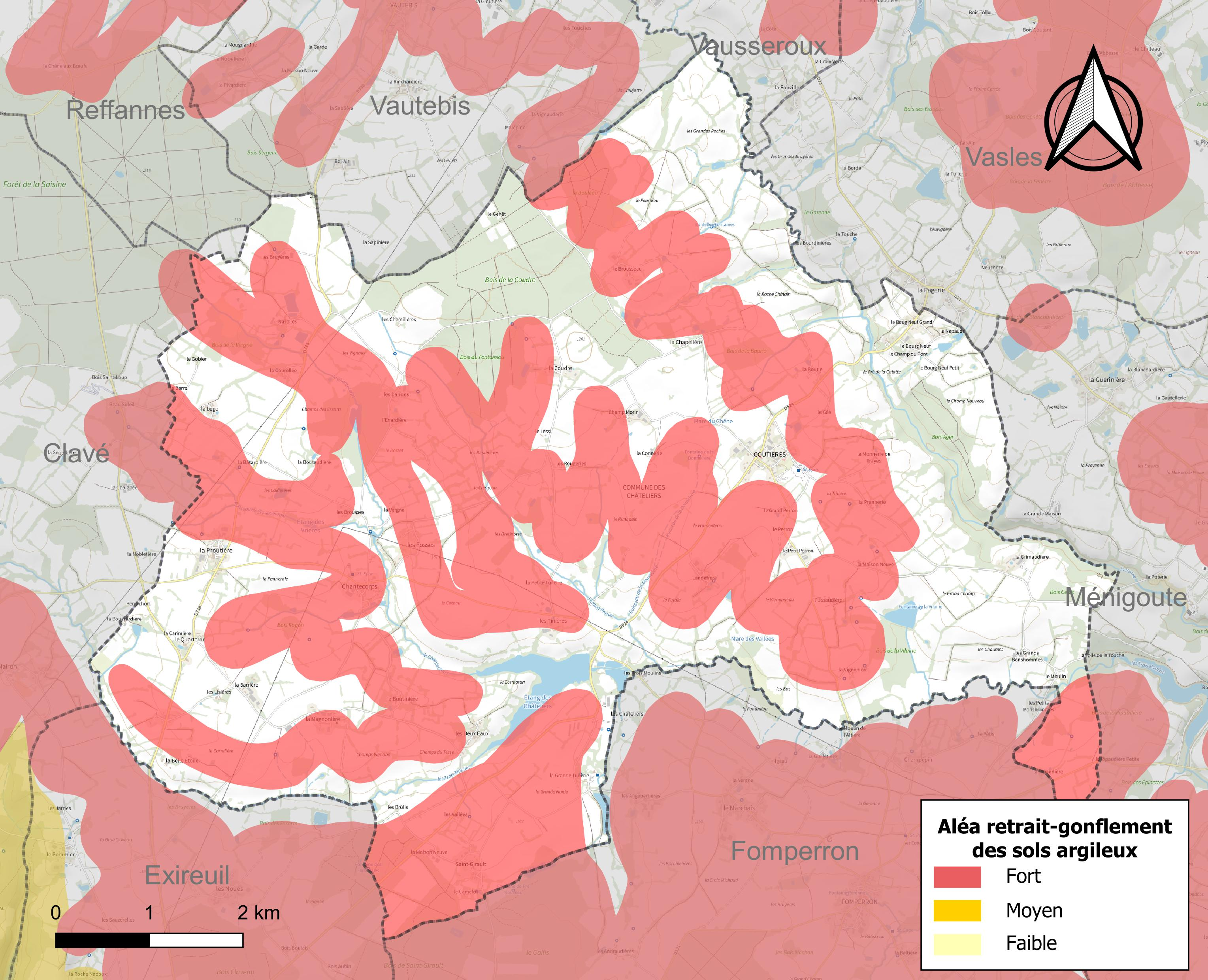
Carte des zones d'aléa retrait-gonflement des sols argileux des Châteliers.

Les mouvements de terrains susceptibles de se produire sur la commune sont des tassements différentiels. Le retrait-gonflement des sols argileux est susceptible d'engendrer des dommages importants aux bâtiments en cas d’alternance de périodes de sécheresse et de pluie. 50,7 % de la superficie communale est en aléa moyen ou fort (54,9 % au niveau départemental et 48,5 % au niveau national). Depuis le 1er octobre 2020, en application de la loi ELAN, différentes contraintes s'imposent aux vendeurs, maîtres d'ouvrages ou constructeurs de biens situés dans une zone classée en aléa moyen ou fort,.
La commune a été reconnue en état de catastrophe naturelle au titre des dommages causés par la sécheresse en 1995 et 2005 et par des mouvements de terrain en 1999 et 2010.

#### Risque particulier
Dans plusieurs parties du territoire national, le radon, accumulé dans certains logements ou autres locaux, peut constituer une source significative d’exposition de la population aux rayonnements ionisants. Selon la classification de 2018, la commune des Châteliers est classée en zone 3, à savoir zone à potentiel radon significatif.

## Toponymie
Elle tire son nom de celui de l'ancienne abbaye des Châtelliers.

## Histoire
L'histoire des Châteliers est étroitement liée à celle de l'ancienne abbaye des Châtelliers, fondée en 1119 et fermée en 1791, située sur les communes de Chantecorps et de Fomperron.
La commune est créée au 1er janvier 2019 par un arrêté préfectoral du 9 novembre 2018 par le regroupement des anciennes communes de Chantecorps et de Coutières. Le chef-lieu de la commune est situé à Coutières.

## Politique et administration

### Liste des maires
| Période      | Période  | Identité        | Étiquette | Qualité                                |
| ------------ | -------- | --------------- | --------- | -------------------------------------- |
| janvier 2019 | En cours | Nicolas Gamache | EÉLV      | Conseiller régional Nouvelle-Aquitaine |

### Communes déléguées
| Nom               | Code Insee | Intercommunalité       | Superficie (km2) | Population (dernière pop. légale) | Densité (hab./km2) |
| ----------------- | ---------- | ---------------------- | ---------------- | --------------------------------- | ------------------ |
| Coutières (siège) | 79105      | CC de Parthenay-Gâtine | 7,32             | 175 (2016)                        | 24                 |
| Chantecorps       | 79068      | CC de Parthenay-Gâtine | 19,1             | 322 (2016)                        | 17                 |

## Population et société

### Démographie
L'évolution du nombre d'habitants est connue à travers les recensements de la population effectués dans la commune depuis sa création.

En 2022, la commune comptait 452 habitants, en évolution de −9,05 % par rapport à 2016 (Deux-Sèvres : +0,18 %, France hors Mayotte : +2,11 %).
| 2020 | 2022 |
| ---- | ---- |
| 465  | 452  |

## Culture locale et patrimoine

### Lieux et monuments
- Abbaye des Châtelliers

### Personnalités liées à la commune
- Géraud de Salles